# 和歌山県道154号紀三井寺線
和歌山県道154号紀三井寺線（わかやまけんどう154ごう きみいでらせん）は、和歌山県和歌山市を通る一般県道である。

## 概要
紀三井寺から和歌山市紀三井寺に至る。
起点付近は、（特に休日は）歩道者が多く、自転車、車なども通るので特に注意を要する。

### 路線データ
- 起点：和歌山市紀三井寺（和歌山県道135号和歌山海南線旧道交点）
- 終点：和歌山市紀三井寺（紀三井寺交差点、国道42号・和歌山県道135号和歌山海南線交点）
- 実延長：180 ｍ

## 歴史
本路線は、道路法（昭和27年法律第180号）第7条の規定に基づき、一般県道として1959年（昭和34年）に和歌山県が第1次認定した路線のひとつである。

### 年表
- 1959年（昭和34年）5月14日 - 和歌山県が一般県道として紀三井寺線を認定[1]。

## 地理

### 通過する自治体
- 和歌山県
  - 和歌山市

### 交差する道路
| 交差する道路                         | 交差する場所 | 交差する場所          |
| ------------------------------------ | ------------ | --------------------- |
| 和歌山県道135号和歌山海南線 / 旧道   | 紀三井寺     | 起点                  |
| 国道42号 和歌山県道135号和歌山海南線 | 紀三井寺     | 紀三井寺交差点 / 終点 |

### 交差する鉄道
- 紀勢本線

### 沿線
- 紀三井寺
- JR西日本紀勢本線 紀三井寺駅